# Saint-Savin (Hautes-Pyrénées)
Pour les articles homonymes, voir Saint-Savin.
Saint-Savin est une commune française située dans l'ouest du département des Hautes-Pyrénées, en région Occitanie. Elle appartient selon l'INSEE à la banlieue de l'unité urbaine d'Argelès-Gazost, petite agglomération d'environ 7 000 habitants.
Sur le plan historique et culturel, la commune est dans la province du Lavedan, partie sud-occidentale de la Bigorre et constituée d'un ensemble de sept vallées en amont de la ville de Lourdes. Exposée à un climat océanique altéré, elle est drainée par divers petits cours d'eau. Incluse dans le Parc national des Pyrénées, la commune possède un patrimoine naturel remarquable composé de deux zones naturelles d'intérêt écologique, faunistique et floristique.
Saint-Savin est une commune rurale qui compte 366 habitants en 2022, après avoir connu un pic de population de 1 141 habitants en 1806. Elle est dans l'agglomération d'Argelès-Gazost et fait partie de l'aire d'attraction d'Argelès-Gazost. Ses habitants sont appelés les Saint-Savinois ou  Saint-Savinoises.

## Géographie

### Localisation
La commune de Saint-Savin se trouve dans le département des Hautes-Pyrénées, en région Occitanie.
Elle se situe à 31 km à vol d'oiseau de Tarbes, préfecture du département, et à 3 km d'Argelès-Gazost, sous-préfecture.
Les communes les plus proches sont : 
Adast (1,2 km), Uz (1,5 km), Arcizans-Avant (1,6 km), Lau-Balagnas (1,8 km), Préchac (2,0 km), Beaucens (2,4 km), Pierrefitte-Nestalas (2,5 km), Argelès-Gazost (2,6 km).
Sur le plan historique et culturel, Saint-Savin fait partie de la province historique du Lavedan, partie sud-occidentale de la Bigorre et constitué d'un ensemble de sept vallées en amont de la ville de Lourdes. Historiquement, elle  fait partie de la province de Gascogne, et plus particulièrement du comté de Bigorre. La commune est dans le pays de rivière de Saint-Savin, de part et d’autre du gave de Cauterets.
Saint-Savin est limitrophe de sept autres communes, dont Beaucens au nord-est, par un simple quadripoint. Également au nord-est, le territoire communal n'est éloigné que de 120 mètres de celui de Préchac.
|                | Lau-Balagnas | Beaucens             |
| Arcizans-Avant | Saint-Savin  | Adast                |
| Cauterets      | Uz           | Pierrefitte-Nestalas |

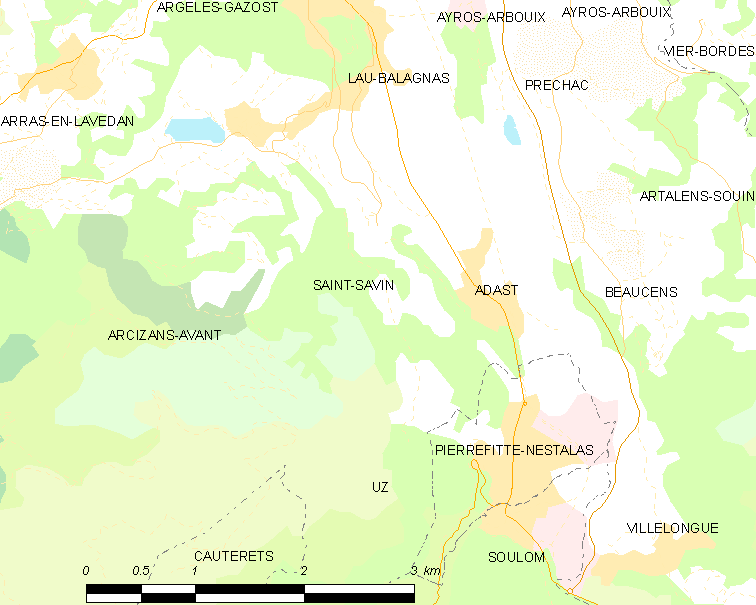
Carte de la commune de Saint-Savin et des proches communes.

La terrasse qui borde la place principale offre une belle vue sur l'ample vallée d'Argelès, fermée en amont par le pic de Viscos (alt. 2 141 m). À l'arrière-plan, à gauche, se profile la silhouette du pic Long (alt. 3 192 m).

### Hydrographie
La commune est dans le bassin de l'Adour, au sein du bassin hydrographique Adour-Garonne. Elle est drainée par le Bayou, le ruisseau de Batz et le ruisseau du Gabarret, constituant un réseau hydrographique de 3 km de longueur totale,.

### Climat
Le climat qui caractérise la commune est qualifié, en 2010, de « climat océanique altéré », selon la typologie des climats de la France qui compte alors huit grands types de climats en métropole. En 2020, la commune ressort du même type de climat dans la classification établie par Météo-France, qui ne compte désormais, en première approche, que cinq grands types de climats en métropole. Il s’agit d’une zone de transition entre le climat océanique et les climats de montagne et le climat semi-continental. Les écarts de température entre hiver et été augmentent avec l'éloignement de la mer. La pluviométrie est plus faible qu'en bord de mer, sauf aux abords des reliefs.
Les paramètres climatiques qui ont permis d’établir la typologie de 2010 comportent six variables pour les températures et huit pour les précipitations, dont les valeurs correspondent à la normale 1971-2000. Les sept principales variables caractérisant la commune sont présentées dans l'encadré ci-après.
| Paramètres climatiques communaux sur la période 1971-2000 - Moyenne annuelle de température : 13 °C - Nombre de jours avec une température inférieure à −5 °C : 3,3 j - Nombre de jours avec une température supérieure à 30 °C : 5,3 j - Amplitude thermique annuelle : 14,2 °C - Cumuls annuels de précipitation : 1 320 mm - Nombre de jours de précipitation en janvier : 11,2 j - Nombre de jours de précipitation en juillet : 10,2 j |

Avec le changement climatique, ces variables ont évolué. Une étude réalisée en 2014 par la Direction générale de l'Énergie et du Climat complétée par des études régionales prévoit en effet que la  température moyenne devrait croître et la pluviométrie moyenne baisser, avec toutefois de fortes variations régionales. Ces changements peuvent être constatés sur la station météorologique de Météo-France la plus proche, « Ayros-Arbouix », sur la commune d'Ayros-Arbouix, mise en service en 1982 et qui se trouve à 4 km à vol d'oiseau,, où la température moyenne annuelle est de 12,7 °C et la hauteur de précipitations de 1 031,4 mm pour la période 1981-2010.
Sur la station météorologique historique la plus proche, « Tarbes-Lourdes-Pyrénées », sur la commune d'Ossun, mise en service en 1946 et à 23 km, la température moyenne annuelle évolue de 12,2 °C pour la période 1971-2000, à 12,6 °C pour 1981-2010, puis à 12,9 °C pour 1991-2020.

### Milieux naturels et biodiversité

#### Espaces protégés
La protection réglementaire est le mode d’intervention le plus fort pour préserver des espaces naturels remarquables et leur biodiversité associée,.
Dans ce cadre, la commune fait partie de l'aire d'adhésion du Parc National des Pyrénées. Ce  parc national, créé en 1967, abrite une faune riche et spécifique particulièrement intéressante : importantes populations d’isards, colonies de marmottes réimplantées avec succès, grands rapaces tels le Gypaète barbu, le Vautour fauve, le Percnoptère d’Égypte ou l’Aigle royal, le Grand tétras et le discret Desman des Pyrénées qui constitue l’exemple type de ce précieux patrimoine confié au Parc national et aussi l'Ours des Pyrénées,,.

#### Zones naturelles d'intérêt écologique, faunistique et floristique
L’inventaire des zones naturelles d'intérêt écologique, faunistique et floristique (ZNIEFF) a pour objectif de réaliser une couverture des zones les plus intéressantes sur le plan écologique, essentiellement dans la perspective d’améliorer la connaissance du patrimoine naturel national et de fournir aux différents décideurs un outil d’aide à la prise en compte de l’environnement dans l’aménagement du territoire.
Une ZNIEFF de type 1 est recensée sur la commune :
les « massifs du Cabaliros et du Moun Né » (7 764 ha), couvrant 11 communes du département et une ZNIEFF de type 2, : 
le « val d'Azun et haute vallée du Gave de Cauterets » (35 378 ha), couvrant 22 communes dont une dans les Pyrénées-Atlantiques et 21 dans les Hautes-Pyrénées.

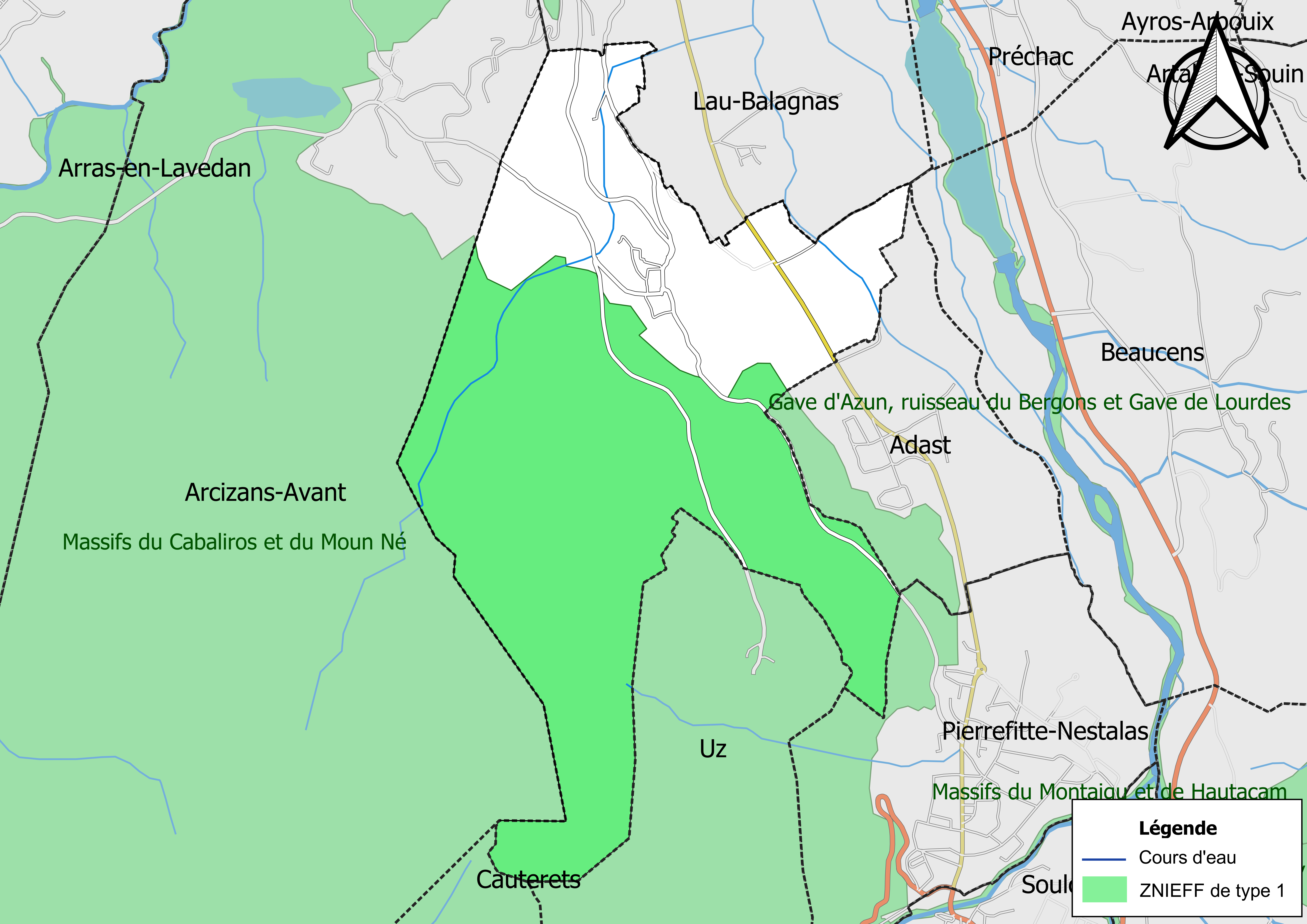
Carte de la ZNIEFF de type 1 sur la commune.
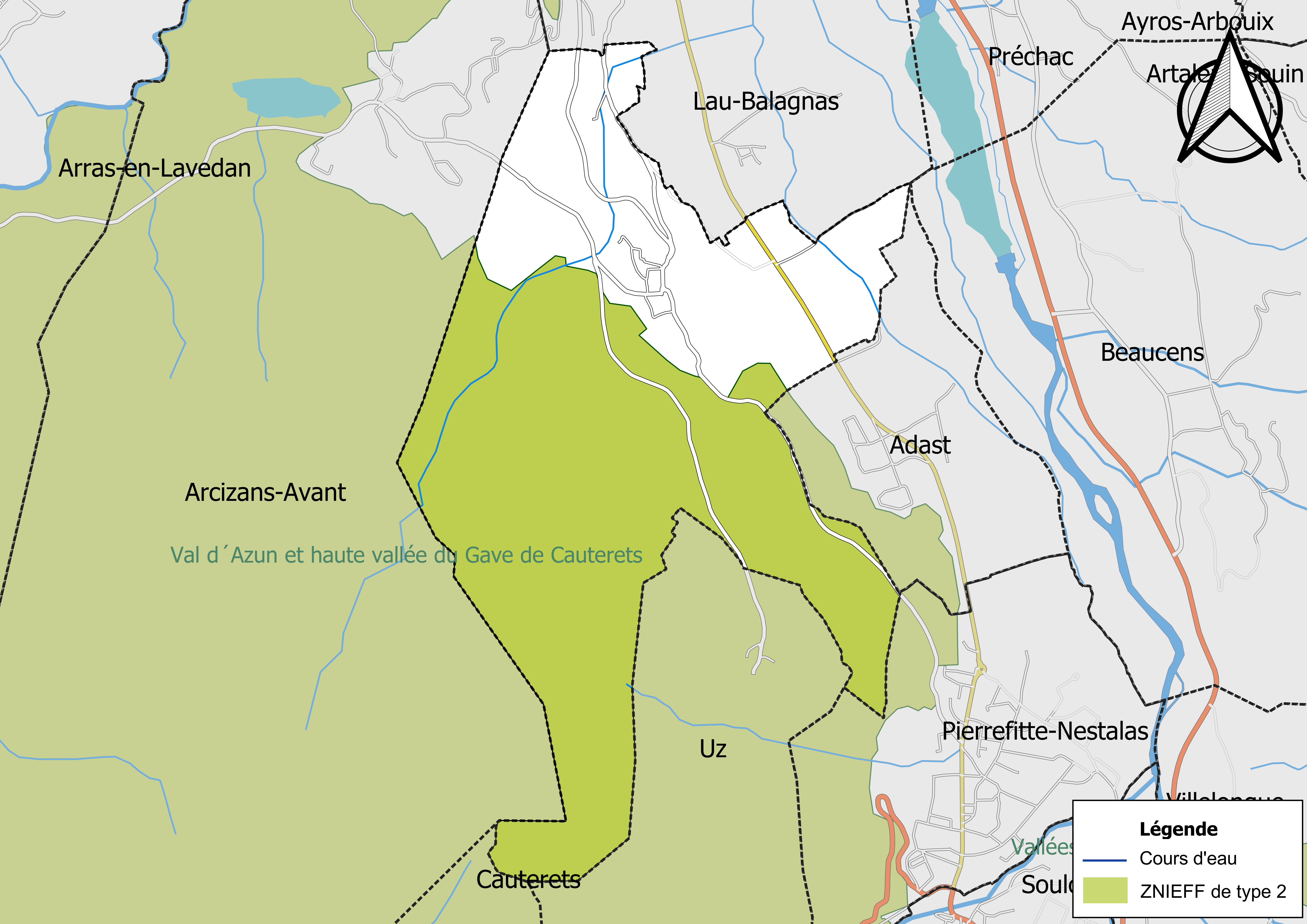
Carte de la ZNIEFF de type 2 sur la commune.

## Urbanisme

### Typologie
Au 1er janvier 2024, Saint-Savin est catégorisée commune rurale à habitat dispersé, selon la nouvelle grille communale de densité à sept niveaux définie par l'Insee en 2022.
Elle appartient à l'unité urbaine d'Argelès-Gazost, une agglomération intra-départementale regroupant treize  communes, dont elle est une commune de la banlieue,,. Par ailleurs la commune fait partie de l'aire d'attraction d'Argelès-Gazost, dont elle est une commune de la couronne,. Cette aire, qui regroupe 19 communes, est catégorisée dans les aires de moins de 50 000 habitants,.

### Occupation des sols
L'occupation des sols de la commune, telle qu'elle ressort de la base de données européenne d’occupation biophysique des sols Corine Land Cover (CLC), est marquée par l'importance des forêts et milieux semi-naturels (58,1 % en 2018), une proportion identique à celle de 1990 (58,1 %). La répartition détaillée en 2018 est la suivante : 
forêts (38,4 %), prairies (26,1 %), milieux à végétation arbustive et/ou herbacée (19,8 %), zones agricoles hétérogènes (14,1 %), zones urbanisées (1,6 %).
L'IGN met par ailleurs à disposition un outil en ligne permettant de comparer l’évolution dans le temps de l’occupation des sols de la commune (ou de territoires à des échelles différentes). Plusieurs époques sont accessibles sous forme de cartes ou photos aériennes : la carte de Cassini (XVIIIe siècle), la carte d'état-major (1820-1866) et la période actuelle (1950 à aujourd'hui).

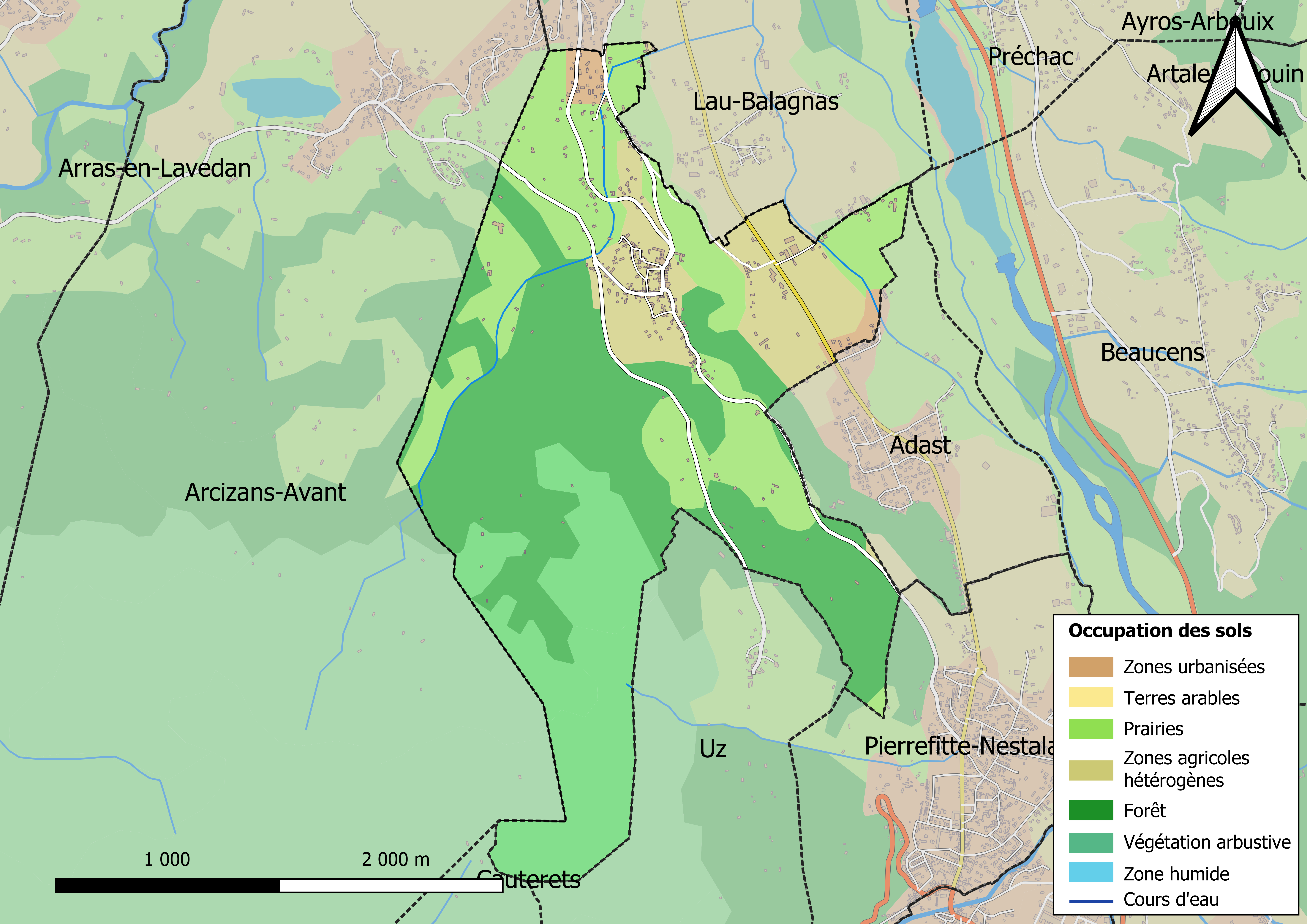
Carte des infrastructures et de l'occupation des sols en 2018 (CLC) de la commune.
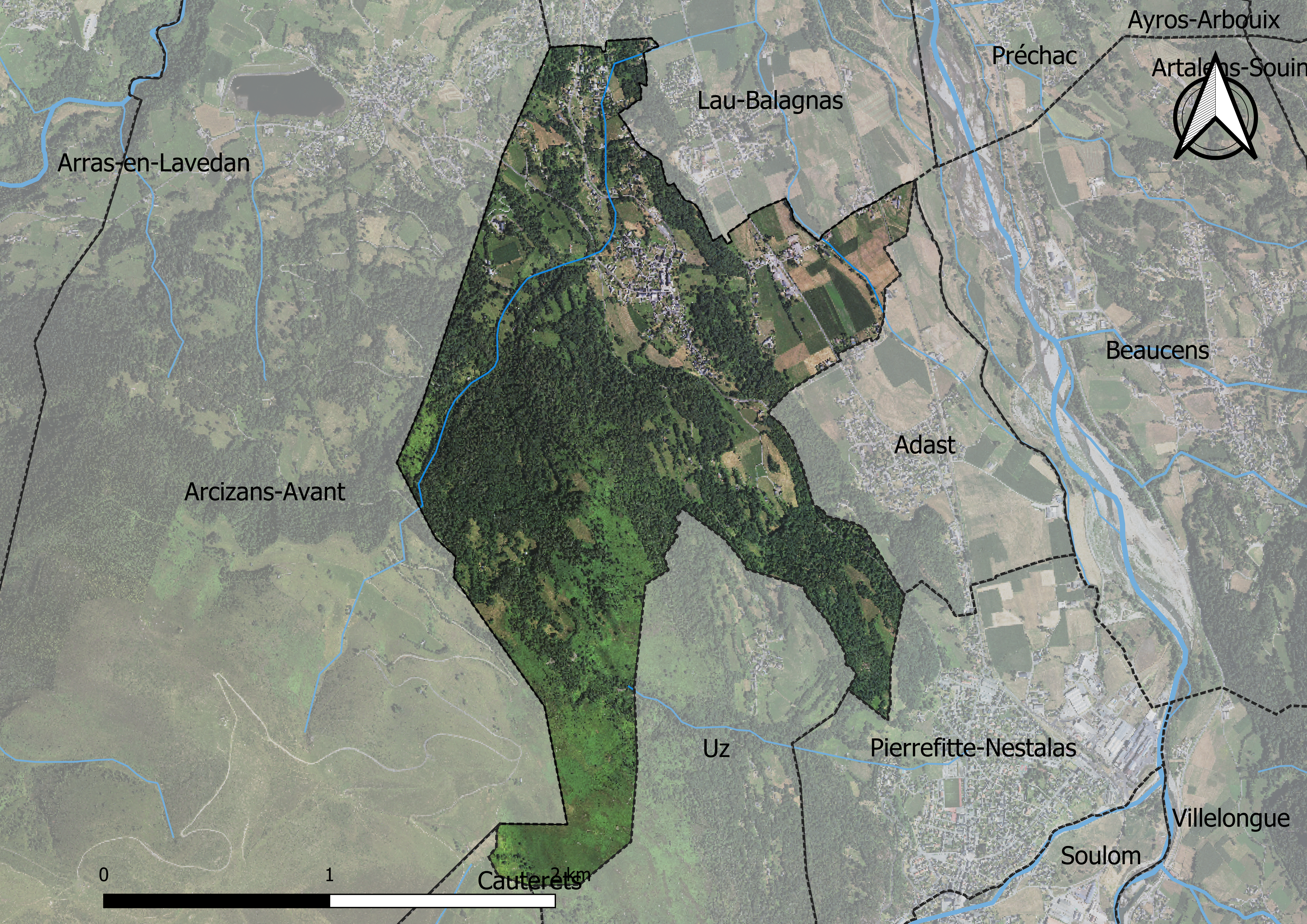
Carte orthophotogrammétrique de la commune.

### Voies de communication et transports
Cette commune est desservie par la route départementale D 13.

### Risques majeurs
Le territoire de la commune de Saint-Savin est vulnérable à différents aléas naturels : météorologiques (tempête, orage, neige, grand froid, canicule ou sécheresse), inondations, feux de forêts, mouvements de terrains, avalanche  et séisme (sismicité moyenne). Il est également exposé à un risque technologique, le transport de matières dangereuses, et à un risque particulier : le risque de radon. Un site publié par le BRGM permet d'évaluer simplement et rapidement les risques d'un bien localisé soit par son adresse soit par le numéro de sa parcelle.

#### Risques naturels
Certaines parties du territoire communal sont susceptibles d’être affectées par le risque d’inondation par débordement de cours d'eau, notamment La cartographie des zones inondables en ex-Midi-Pyrénées réalisée dans le cadre du XIe Contrat de plan État-région, visant à informer les citoyens et les décideurs sur le risque d’inondation, est accessible sur le site de la DREAL Occitanie. La commune a été reconnue en état de catastrophe naturelle au titre des dommages causés par les inondations et coulées de boue survenues en 1982, 1999, 2009, 2012 et 2013,.
Saint-Savin est exposée au risque de feu de forêt. Un plan départemental de protection des forêts contre les incendies a été approuvé par arrêté préfectoral le 21 avril 2020 pour la période 2020-2029. Le précédent couvrait la période 2007-2017. L’emploi du feu est régi par deux types de réglementations. D’abord le code forestier et l’arrêté préfectoral du 27 octobre 2014, qui réglementent l’emploi du feu à moins de 200 m des espaces naturels combustibles sur l’ensemble du département. Ensuite celle établie dans le cadre de la lutte contre la pollution de l’air, qui interdit le brûlage des déchets verts des particuliers. L’écobuage est quant à lui réglementé dans le cadre de commissions locales d’écobuage (CLE).

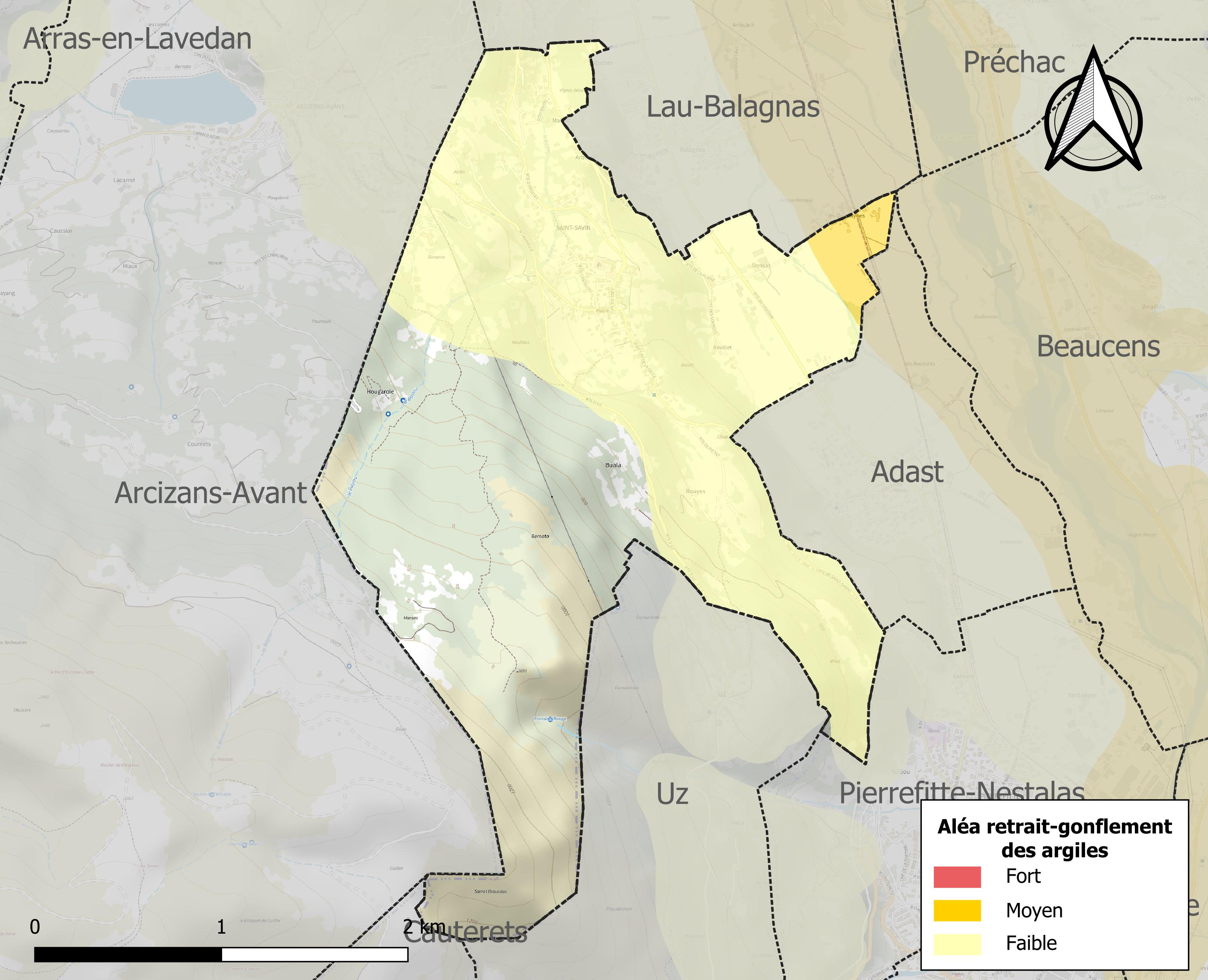
Carte des zones d'aléa retrait-gonflement des sols argileux de Saint-Savin.

Les mouvements de terrains susceptibles de se produire sur la commune sont des mouvements de sols liés à la présence d'argile et des tassements différentiels.
Le retrait-gonflement des sols argileux est susceptible d'engendrer des dommages importants aux bâtiments en cas d’alternance de périodes de sécheresse et de pluie. 2,2 % de la superficie communale est en aléa moyen ou fort (44,5 % au niveau départemental et 48,5 % au niveau national). Sur les 199 bâtiments dénombrés sur la commune en 2019, 5 sont en aléa moyen ou fort, soit 3 %, à comparer aux 75 % au niveau départemental et 54 % au niveau national. Une cartographie de l'exposition du territoire national au retrait gonflement des sols argileux est disponible sur le site du BRGM,.
Par ailleurs, afin de mieux appréhender le risque d’affaissement de terrain, l'inventaire national des cavités souterraines permet de localiser celles situées sur la commune.
Concernant les mouvements de terrains, la commune a été reconnue en état de catastrophe naturelle au titre des dommages causés par des mouvements de terrain en 1999 et 2013.
La commune est exposée aux risques d'avalanche. Les habitants exposés à ce risque doivent se renseigner, en mairie, de l’existence d’un plan de prévention des risques avalanches (PPRA). Le cas échéant, identifier les mesures applicables à l'habitation, identifier, au sein de l'habitation, la pièce avec la façade la moins exposée à l’aléa pouvant faire office, au besoin, de zone de confinement et équiper cette pièce avec un kit de situation d’urgence,.

#### Risque technologique
Le risque de transport de matières dangereuses sur la commune est lié à sa traversée par une route à fort trafic et une canalisation de transport d'hydrocarbures. Un accident se produisant sur de telles infrastructures est susceptible d’avoir des effets graves sur les biens, les personnes ou l'environnement, selon la nature du matériau transporté. Des dispositions d’urbanisme peuvent être préconisées en conséquence.

#### Risque particulier
Dans plusieurs parties du territoire national, le radon, accumulé dans certains logements ou autres locaux, peut constituer une source significative d’exposition de la population aux rayonnements ionisants. Certaines communes du département sont concernées par le risque radon à un niveau plus ou moins élevé. Selon la classification de 2018, la commune de Saint-Savin est classée en zone 3, à savoir zone à potentiel radon significatif.

## Toponymie

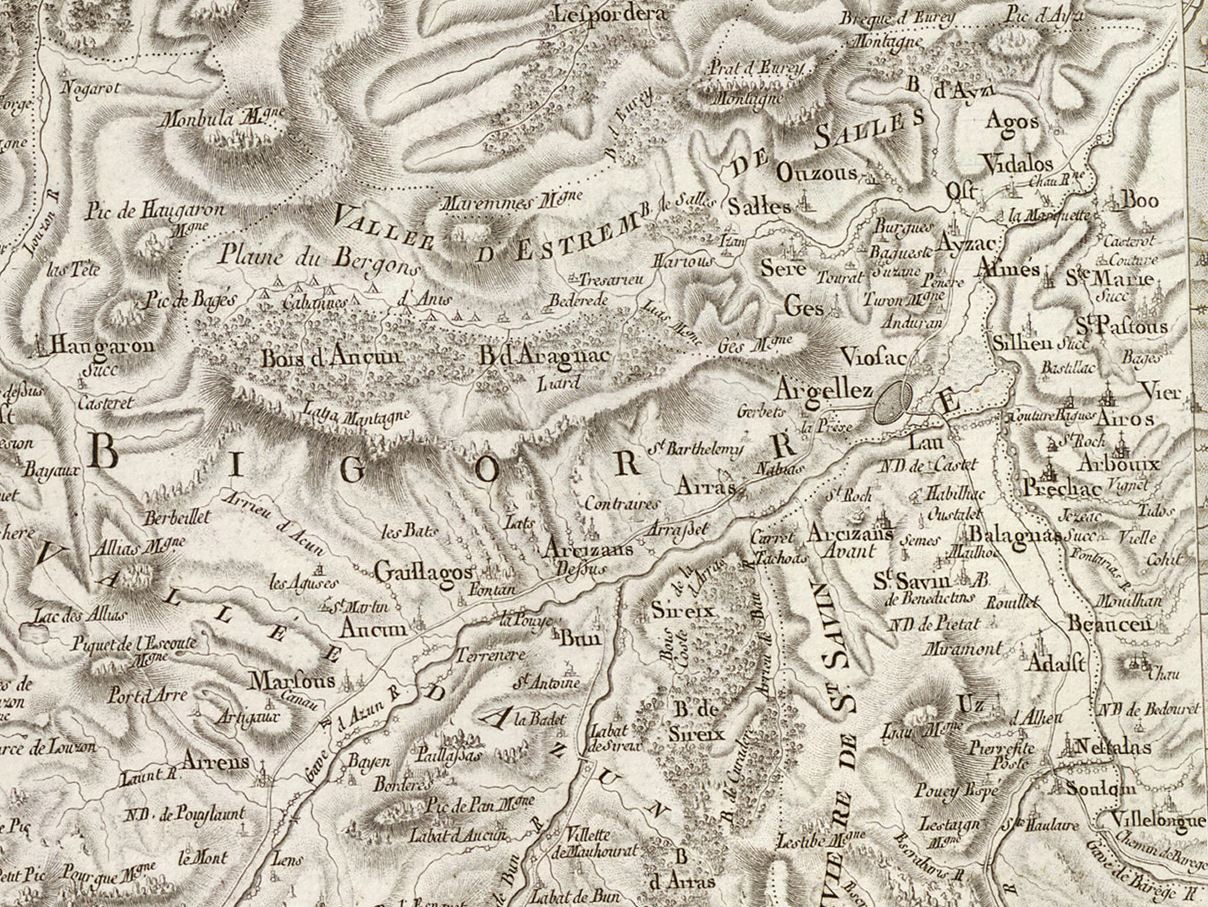
Extrait de la carte de Cassini (entre 1756 et 1789) situant Saint-Savin au sud d'Argelès-Gazost.

On trouvera les principales informations dans le Dictionnaire toponymique des communes des Hautes-Pyrénées de Michel Grosclaude et Jean-François Le Nail qui rapporte les dénominations historiques du village :
Dénominations historiques :
- villa de Bencus (1168, bulle d'Alexandre III) ;
- ad paschale Sancti Savini, latin (v. 1035, cartulaire de Saint-Savin v. 1050, ibid. ; etc.) ;
- Sen Ceui (XIIe siècle ou XIIIe siècle, livre vert de Bénac) ;
- Senceuii (1285, montre Bigorre) ;
- villa Sancti Sevini, de Sancto Sevino, latin (1300, enquête Bigorre ; 1313, Debita regi Navarre ; 1342, pouillé de Tarbes ; etc.) ;
- Sent Seuii, Sent Sebin, Sent Sabii, Sent Seuin (1429, censier de Bigorre) ;
- St Savin (fin XVIIIe siècle, carte de Cassini).

Étymologie : de Sanctus Savinus, moine poitevin qui s’y fit ermite au VIIe siècle.
Nom occitan : Sent Savin.

## Histoire

### Saint Savin, anachorète du Lavedan
La commune doit son nom à saint Savin, ermite qui vécut à Pouey-Aspé, près du monastère de Saint-Savin. Après sa mort, son corps fut descendu au village de Bencer, nom alors du village de Saint-Savin. Le « tombeau de Saint-Savin », un sarcophage de style roman, constitue aujourd'hui encore le maître-autel de l'église de Saint-Savin ; il est classé au titre des monuments historiques ; de part et d'autre de l'autel se trouvent deux grands tableaux peints sur bois qui évoquent la vie du saint, ses miracles, et la ferveur des fidèles pour celui qui est devenu le saint patron de la vallée.

### L'abbaye de Saint-Savin-en-Lavedan

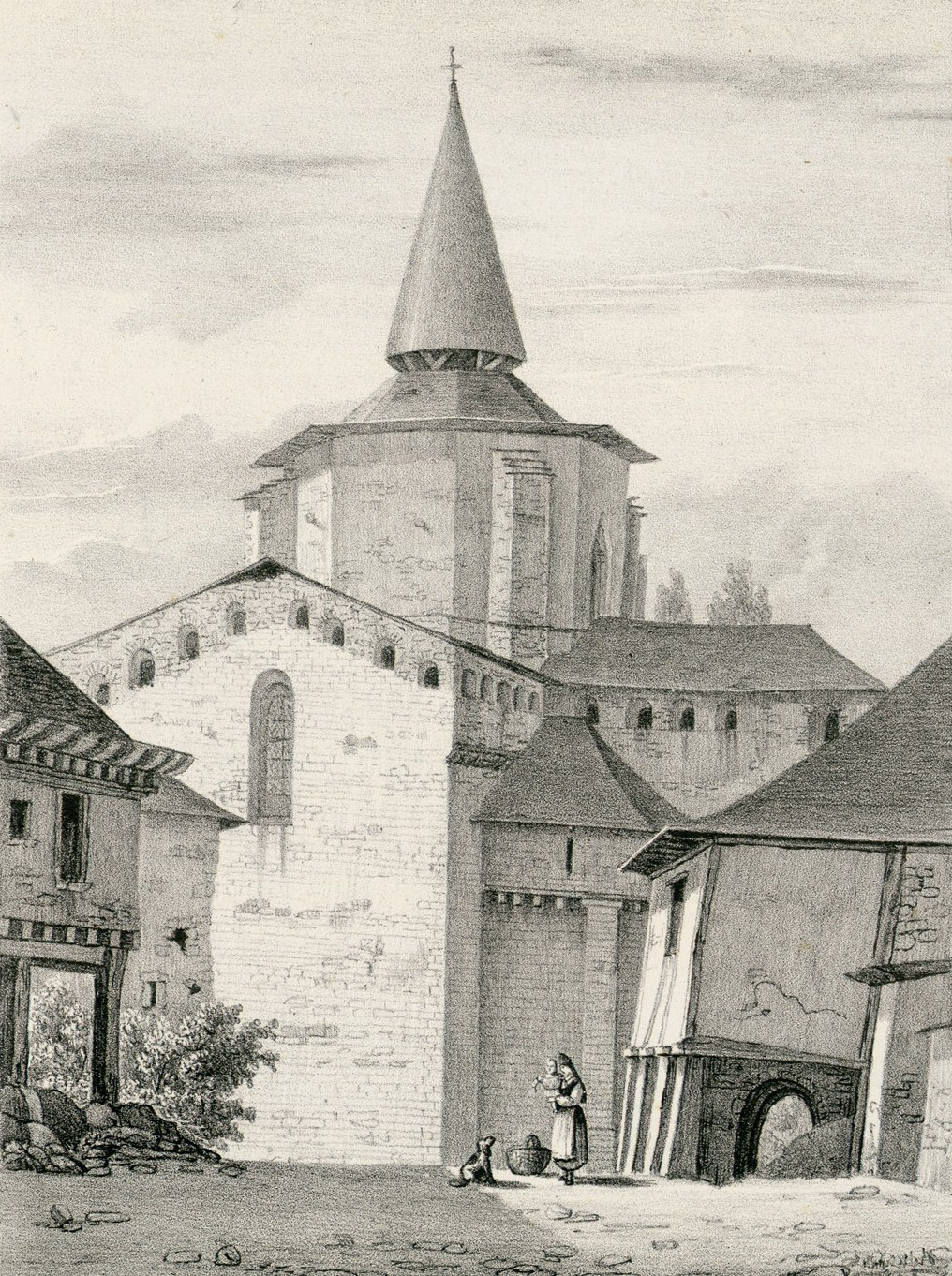
Le monastère de Saint-Savin (Hautes-Pyrénées) en 1828 (lithographie).

Saint-Savin fut un des plus grands centres religieux du pays de Bigorre. Le monastère date au moins du Xe siècle et a été construit en lieu et place d'un fort gallo-romain dénommé anciennement Palatium Æmilianum (« Palais Émilien »). En 841, le monastère est pillé et brûlé par les Normands ; il l'aurait été antérieurement par les Sarrazins. En 945, le comte Raymond Ier de Bigorre la dote richement, lui attribuant un territoire dénommé le Pascal de Saint-Savin  comprenant les huit villages de Saint-Savin (Sen Sabi), Castet, Lau (Laou), Balagnas, Adast (Adas), Nestalas, Soulom et Uz ; l'église Saint-Jean-de-Saint-Savin était leur église paroissiale commune. En 1080, le vicomte de Béarn Centulle V (devenu comte de Bigorre sous le nom de Centulle Ier) affilia le monastère à l'abbaye Saint-Victor de Marseille pour remercier l'abbé de Saint-Victor d'avoir obtenu du pape l'annulation de son mariage avec Gilsa, lui permettant ainsi d'épouser l'héritière du comté de Bigorre, Béatrice. Au XIIIe siècle, l'abbaye contrôle encore le territoire des sept villages précités.
À partir du XVIe siècle, l'abbaye périclite (destructions liées aux guerres de religion, relâchements de discipline, abbaye placée en commende) et les bâtiments se dégradent malgré une tentative de restauration au XVIIe siècle  par des moines de la congrégation de Saint-Maur. Trois moines seulement y résident en 1790. L'année suivante, l'église devient paroissiale et les bâtiments monastiques, devenus biens nationaux, sont vendus. L'abbaye sert de carrière de pierre et la salle capitulaire devient une écurie. En 1854, un grave tremblement de terre provoque des destructions supplémentaires. Prosper Mérimée ordonne la restauration de l'église abbatiale en 1855, sauvant le bâtiment de la ruine.

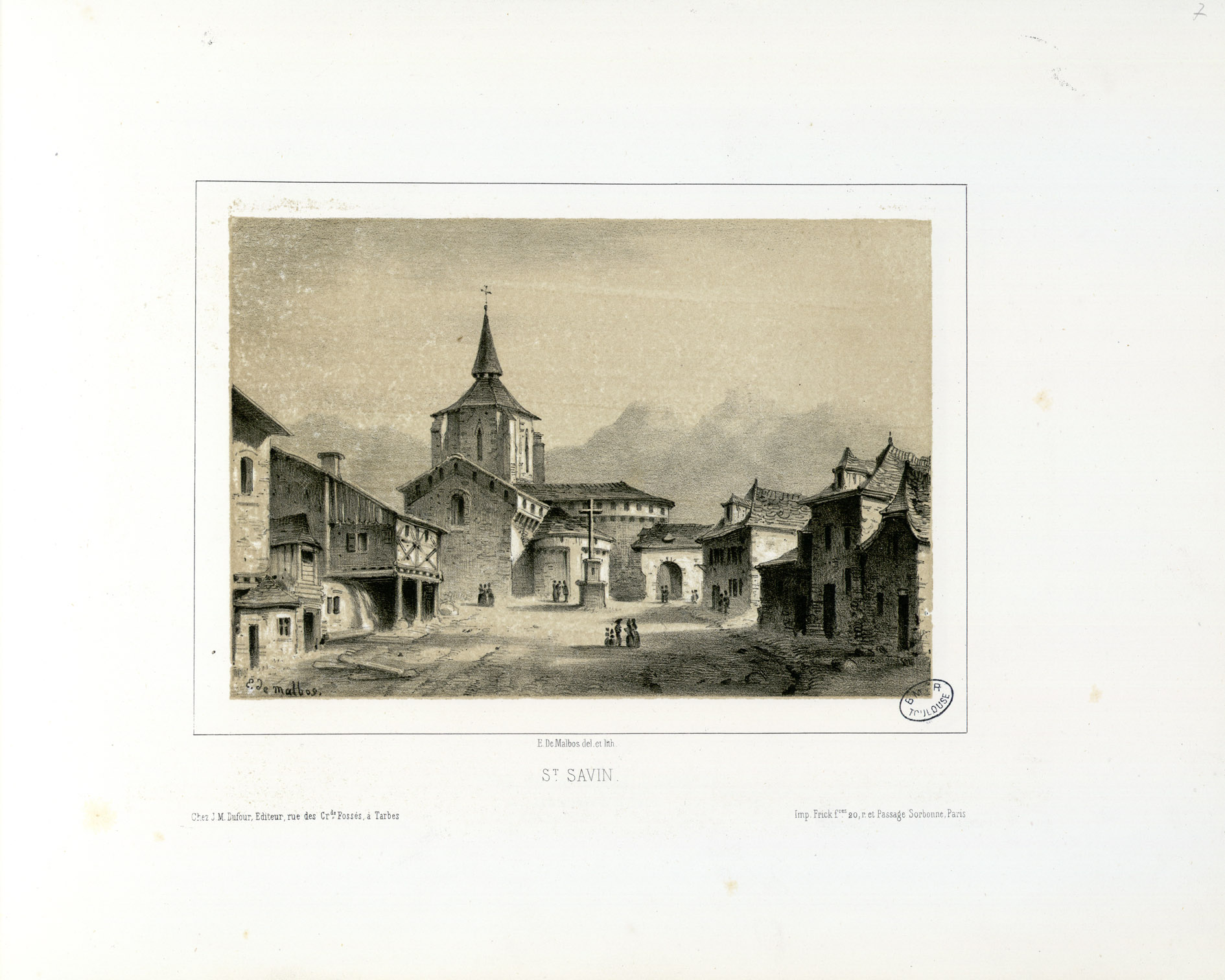
Saint-Savin, lithographie d'Eugène de Malbos (1811-1855).
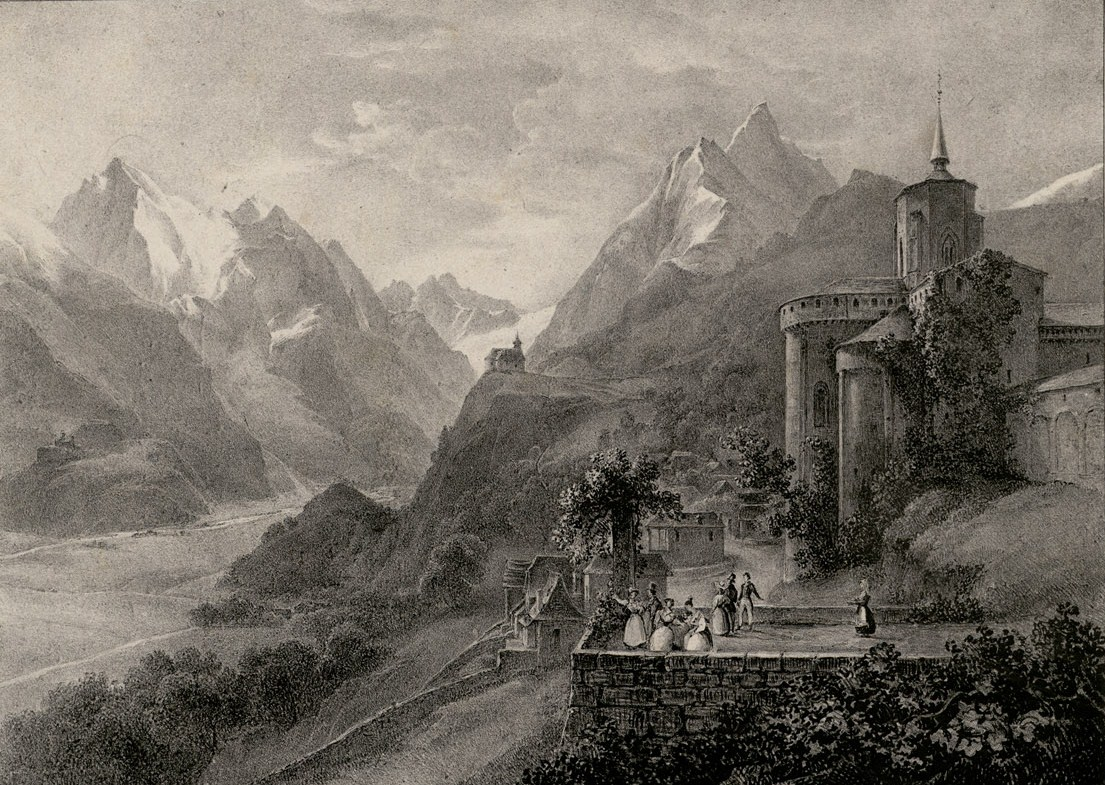
Saint-Savin, lithographie de Joséphine Sarazin de Belmont (1790-1870).
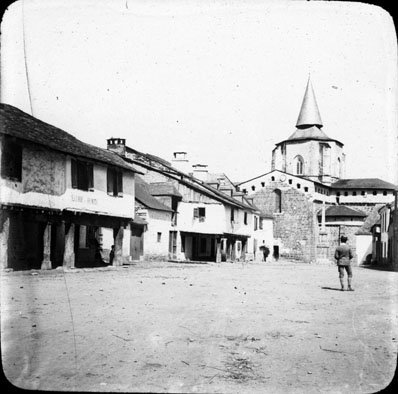
Saint-Savin dans la seconde moitié du XIXe siècle, photo.

## Politique et administration

### Intercommunalité
Saint-Savin fait partie de la communauté de communes de la Vallée de Saint-Savin, créée en décembre 1997, qui réunit sept communes.

### Liste des maires
| Période                                  | Période   | Identité              | Étiquette | Qualité |
| ---------------------------------------- | --------- | --------------------- | --------- | ------- |
| Les données manquantes sont à compléter. |           |                       |           |         |
|                                          |           |                       |           |         |
| mars 1989                                | mars 2008 | Roger Aguillon        |           |         |
| mars 2008                                | mars 2020 | Gérard Omisos         |           |         |
| mars 2020                                | En cours  | Jean-Bertrand Haurine |           |         |

## Population et société

### Démographie

#### Évolution démographique
L'évolution du nombre d'habitants est connue à travers les recensements de la population effectués dans la commune depuis 1793. Pour les communes de moins de 10 000 habitants, une enquête de recensement portant sur toute la population est réalisée tous les cinq ans, les populations de référence des années intermédiaires étant quant à elles estimées par interpolation ou extrapolation. Pour la commune, le premier recensement exhaustif entrant dans le cadre du nouveau dispositif a été réalisé en 2004.

En 2022, la commune comptait 366 habitants, en évolution de −3,43 % par rapport à 2016 (Hautes-Pyrénées : +1,59 %, France hors Mayotte : +2,11 %).
| 1793 | 1800 | 1806  | 1821 | 1831 | 1836 | 1841 | 1846 | 1851 |
| ---- | ---- | ----- | ---- | ---- | ---- | ---- | ---- | ---- |
| 555  | 561  | 1 141 | 564  | 620  | 603  | 592  | 637  | 609  |

| 1856 | 1861 | 1866 | 1872 | 1876 | 1881 | 1886 | 1891 | 1896 |
| ---- | ---- | ---- | ---- | ---- | ---- | ---- | ---- | ---- |
| 572  | 586  | 549  | 493  | 508  | 505  | 504  | 506  | 511  |

| 1901 | 1906 | 1911 | 1921 | 1926 | 1931 | 1936 | 1946 | 1954 |
| ---- | ---- | ---- | ---- | ---- | ---- | ---- | ---- | ---- |
| 503  | 502  | 512  | 417  | 384  | 395  | 370  | 329  | 326  |

| 1962 | 1968 | 1975 | 1982 | 1990 | 1999 | 2004 | 2006 | 2009 |
| ---- | ---- | ---- | ---- | ---- | ---- | ---- | ---- | ---- |
| 373  | 377  | 327  | 316  | 331  | 353  | 381  | 377  | 372  |

| 2014 | 2019 | 2022 | - | - | - | - | - | - |
| ---- | ---- | ---- | - | - | - | - | - | - |
| 376  | 360  | 366  | - | - | - | - | - | - |

## Économie

### Revenus
En 2018, la commune compte 170 ménages fiscaux, regroupant 364 personnes. La médiane du revenu disponible par unité de consommation est de 23 580 € (20 420 € dans le département).

### Emploi
|                | 2008  | 2013  | 2018  |
| -------------- | ----- | ----- | ----- |
| Commune        | 3,9 % | 7,2 % | 6,3 % |
| Département    | 7,7 % | 9,4 % | 9,8 % |
| France entière | 8,3 % | 10 %  | 10 %  |

En 2018, la population âgée de 15 à 64 ans s'élève à 209 personnes, parmi lesquelles on compte 80,6 % d'actifs (74,3 % ayant un emploi et 6,3 % de chômeurs) et 19,4 % d'inactifs,. Depuis 2008, le taux de chômage communal (au sens du recensement) des 15-64 ans est inférieur à celui de la France et du département.
La commune fait partie de la couronne de l'aire d'attraction d'Argelès-Gazost, du fait qu'au moins 15 % des actifs travaillent dans le pôle,. Elle compte 56 emplois en 2018, contre 71 en 2013 et 45 en 2008. Le nombre d'actifs ayant un emploi résidant dans la commune est de 159, soit un indicateur de concentration d'emploi de 35,3 % et un taux d'activité parmi les 15 ans ou plus de 55 %.
Sur ces 159 actifs de 15 ans ou plus ayant un emploi, 15 travaillent dans la commune, soit 10 % des habitants. Pour se rendre au travail, 90,4 % des habitants utilisent un véhicule personnel ou de fonction à quatre roues, 1,3 % les transports en commun, 6,3 % s'y rendent en deux-roues, à vélo ou à pied et 1,9 % n'ont pas besoin de transport (travail au domicile).

## Culture locale et patrimoine

### Lieux et monuments

#### Édifices religieux

##### Abbaye de Saint-Savin-en-Lavedan
L'abbatiale de Saint-Savin, classée monument historique en 1840 et abritant un rare orgue Renaissance de 1557 dont le buffet est classé au titre objet depuis le 21 mars 1904 et la partie instrumentale depuis le 30 avril 1975. Le sarcophage de saint Savin sert de soubassement au maître-autel. Les terrasses attenantes à l'église sont aussi classées monuments historiques depuis l'arrêté du 10 septembre 1956.
L'église abbatiale date du XIIe siècle et fut surélevée au XIVe siècle mais il ne subsiste rien de l'abbaye si ce n'est l'église abbatiale et la salle capitulaire. Attenant à la salle capitulaire, un Trésor a été aménagé et contient des pièces d'art sacré rappelant la richesse de ce monastère et en particulier la dévotion à saint Savin.
- À moins d'un kilomètre au sud-ouest de l'abbaye, la chapelle Notre-Dame de Piétat du XVIe siècle est inscrite au titre des monuments historiques[54].

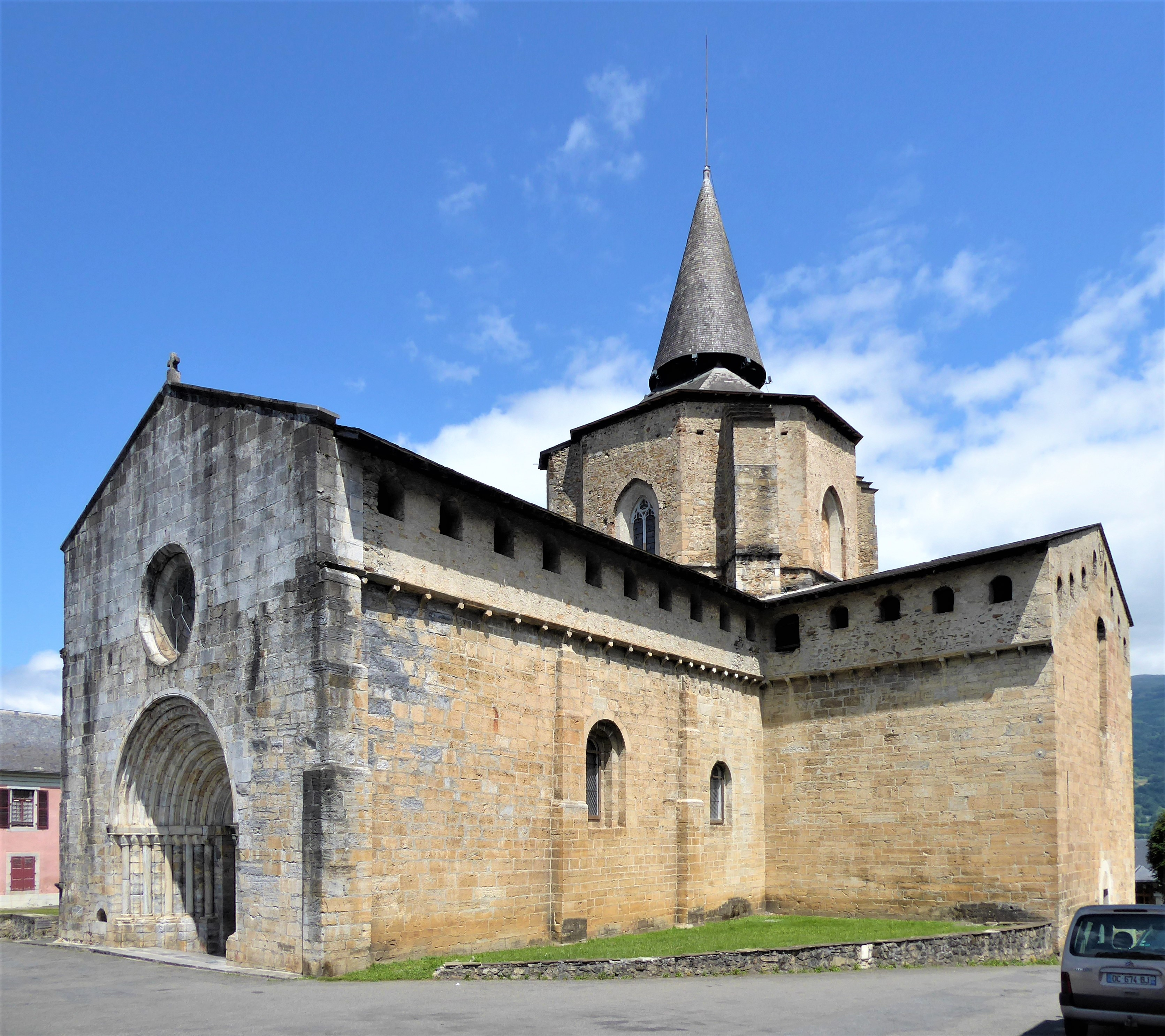
L'abbatiale.
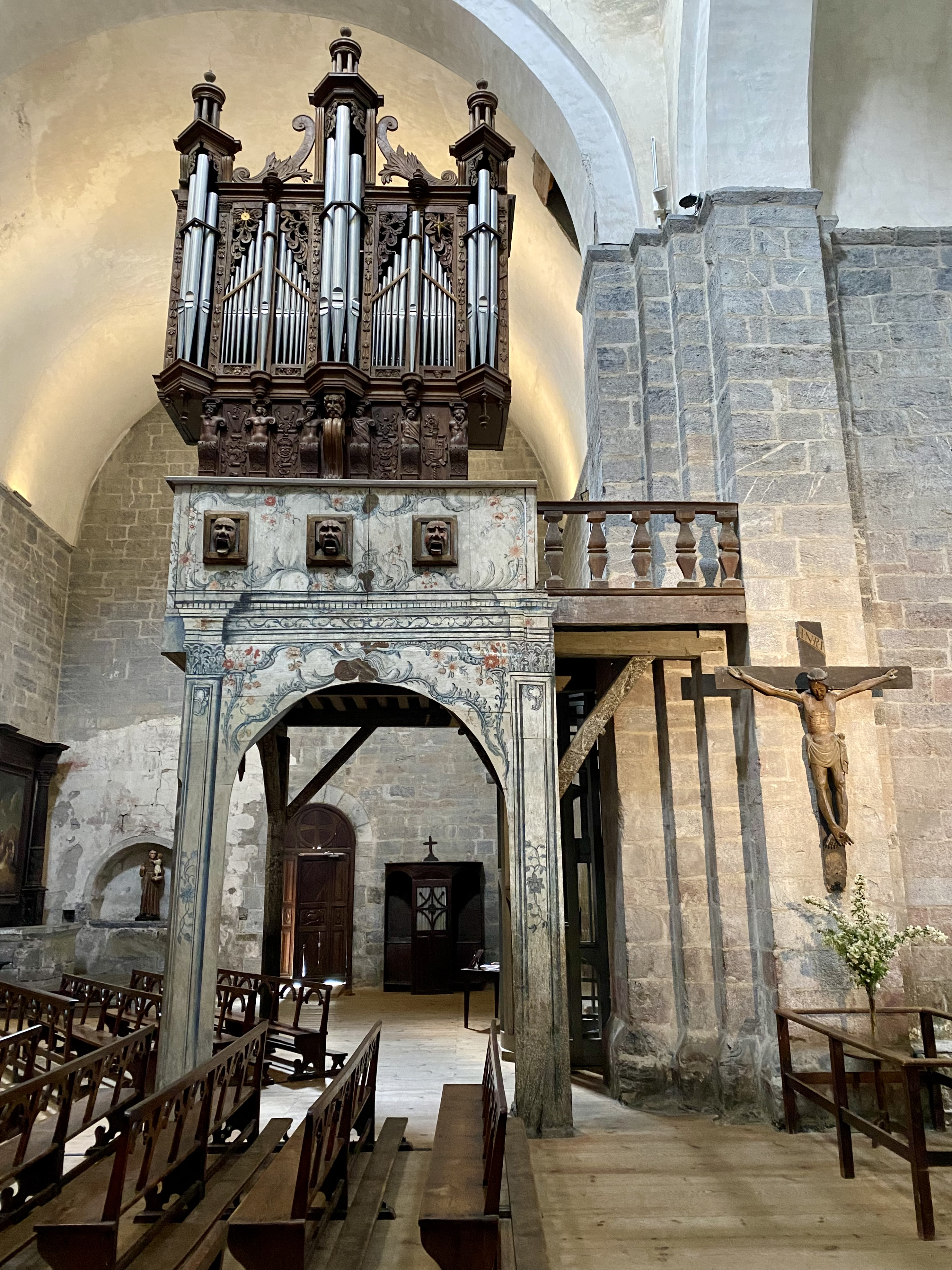
L'orgue.
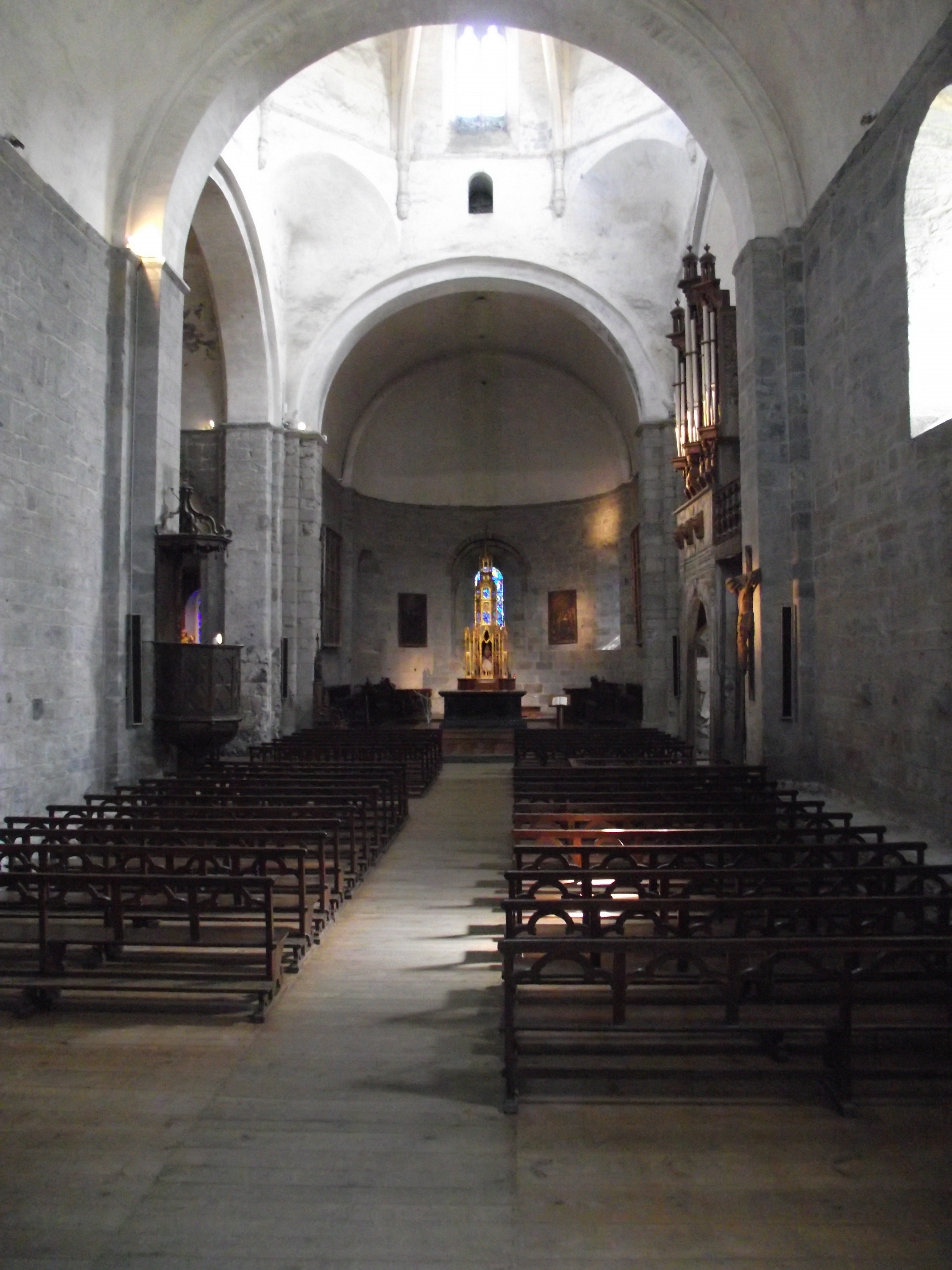
La nef.
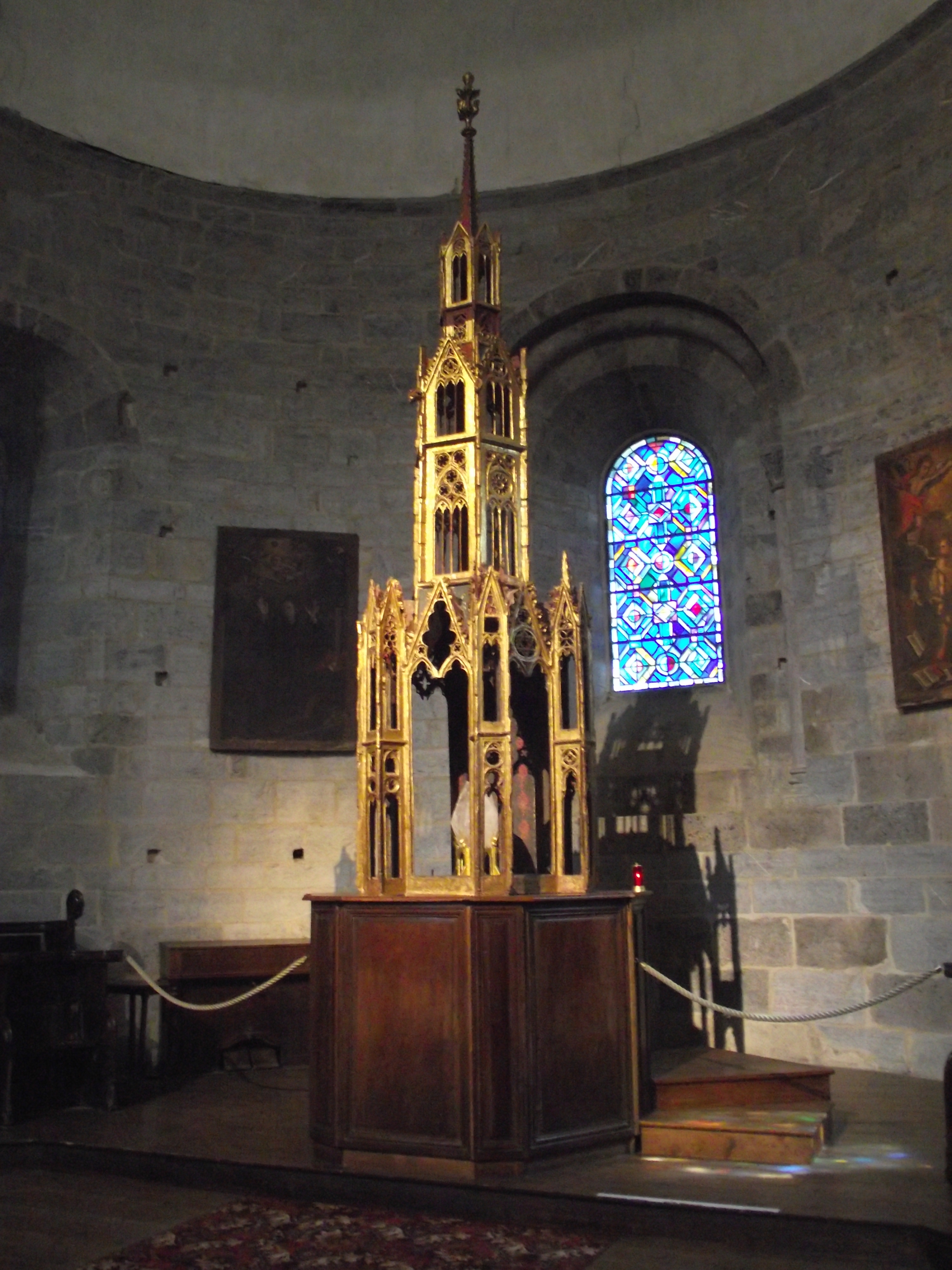
Tabernacle du XIVe siècle.
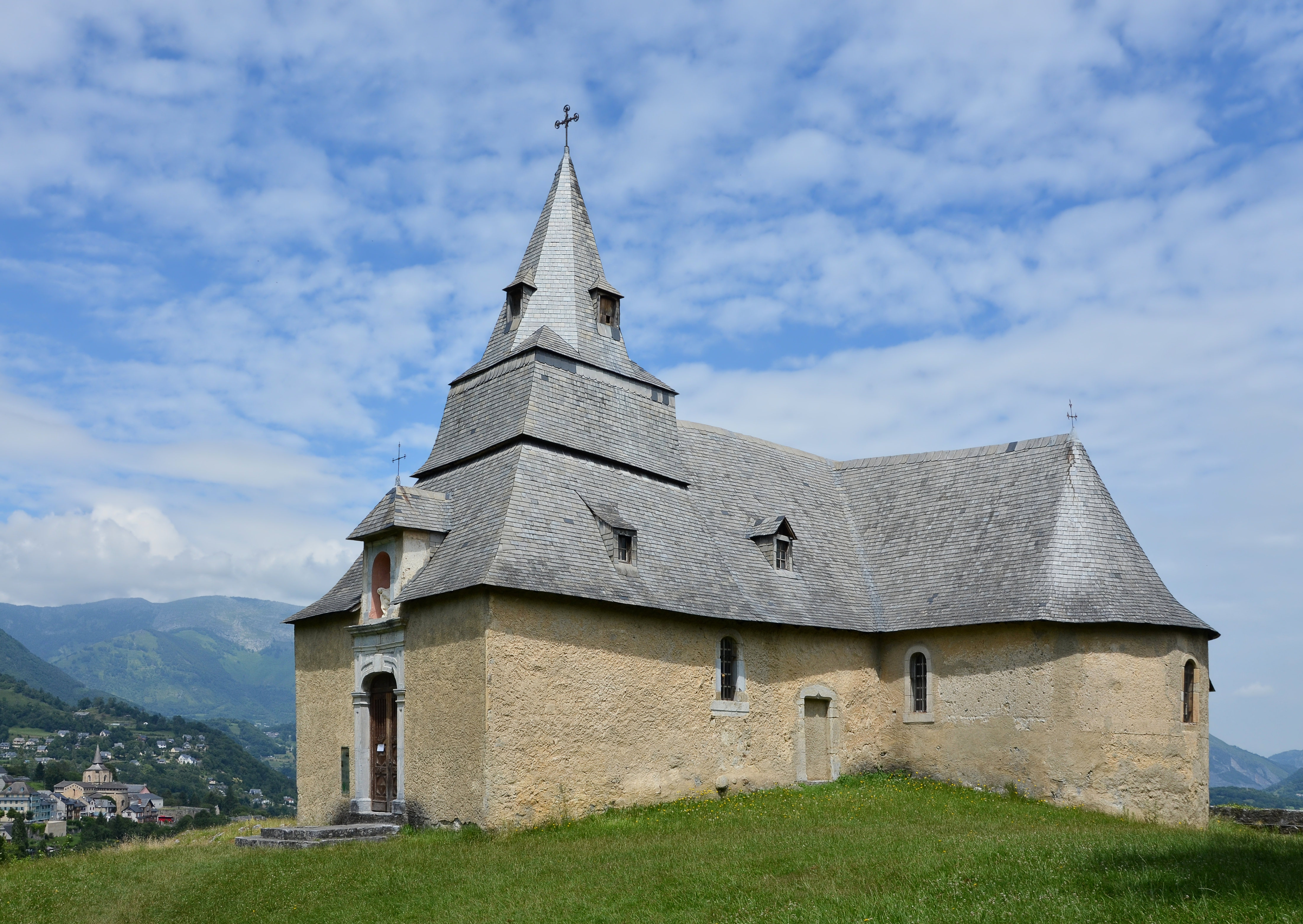
La chapelle Notre-Dame de Piétat.

#### Demeures remarquables
Au lieu-dit Bouits, une maison et une grange sont inscrites depuis 1976 au titre des monuments historiques.

#### Espaces publics
- Des fontaines et lavoirs agrémentent les espaces publics.

Sélection de vues diverses.
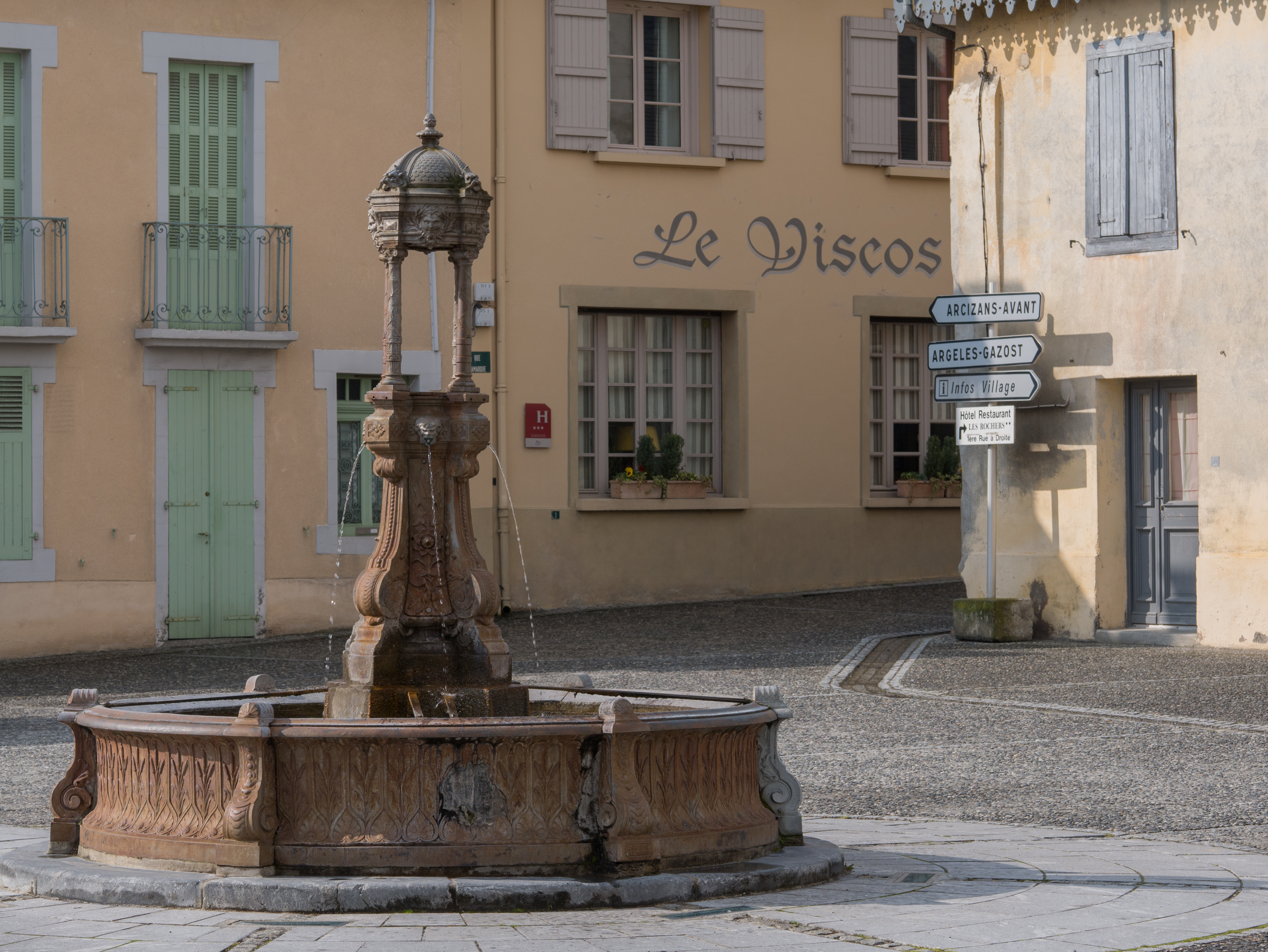
Fontaine « Wallace ».
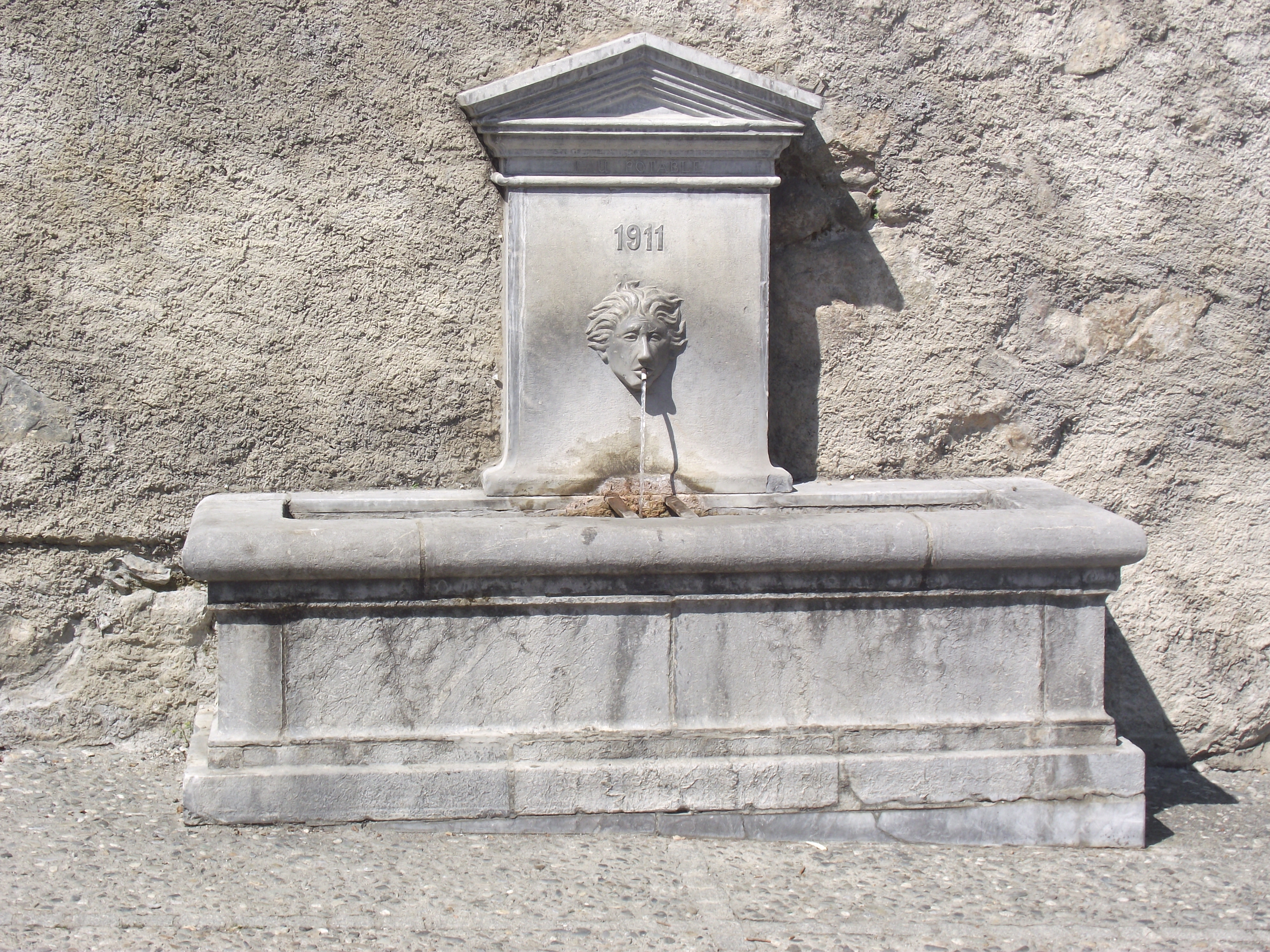
Fontaine de l'abbaye.
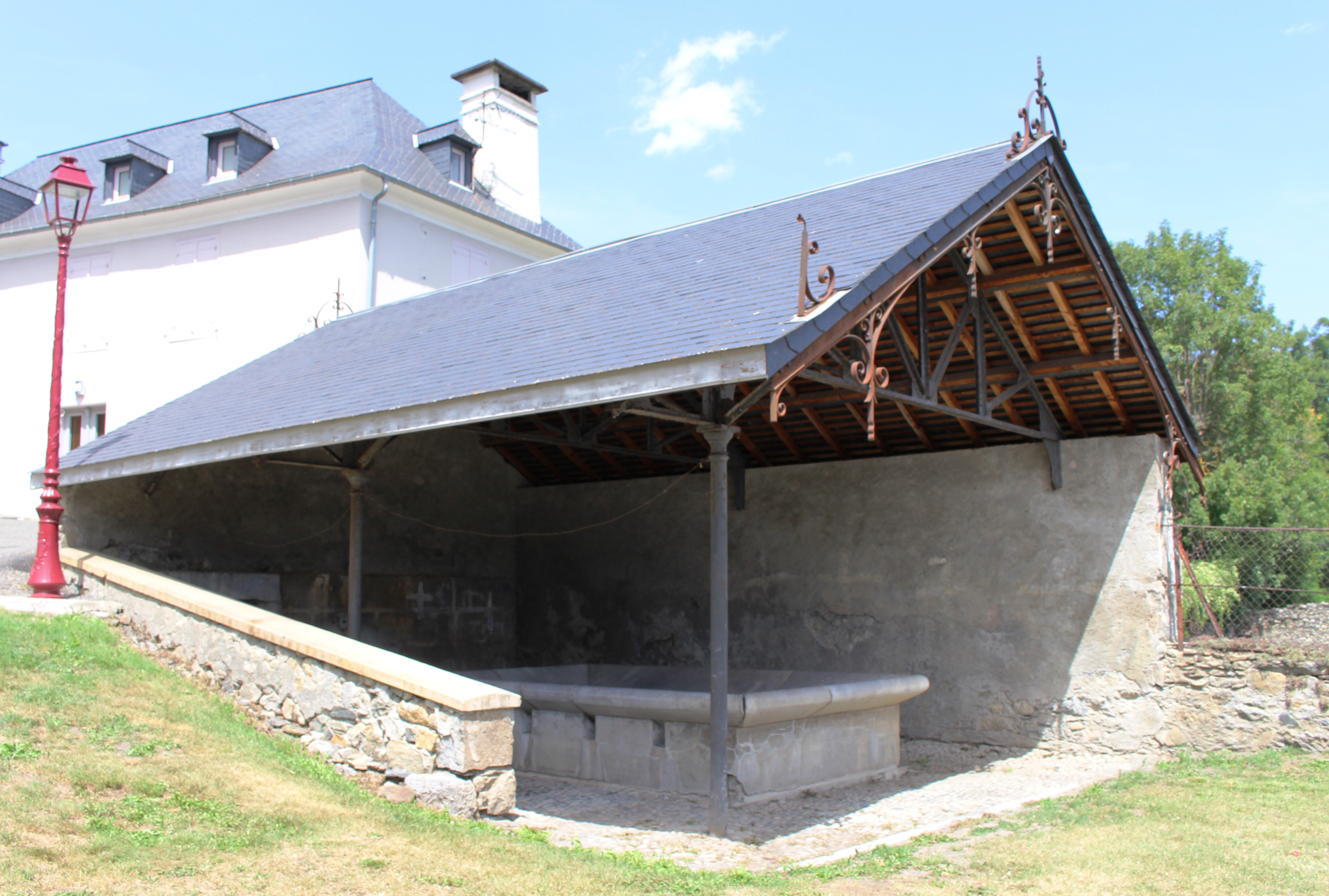
Le lavoir de l'abbaye.
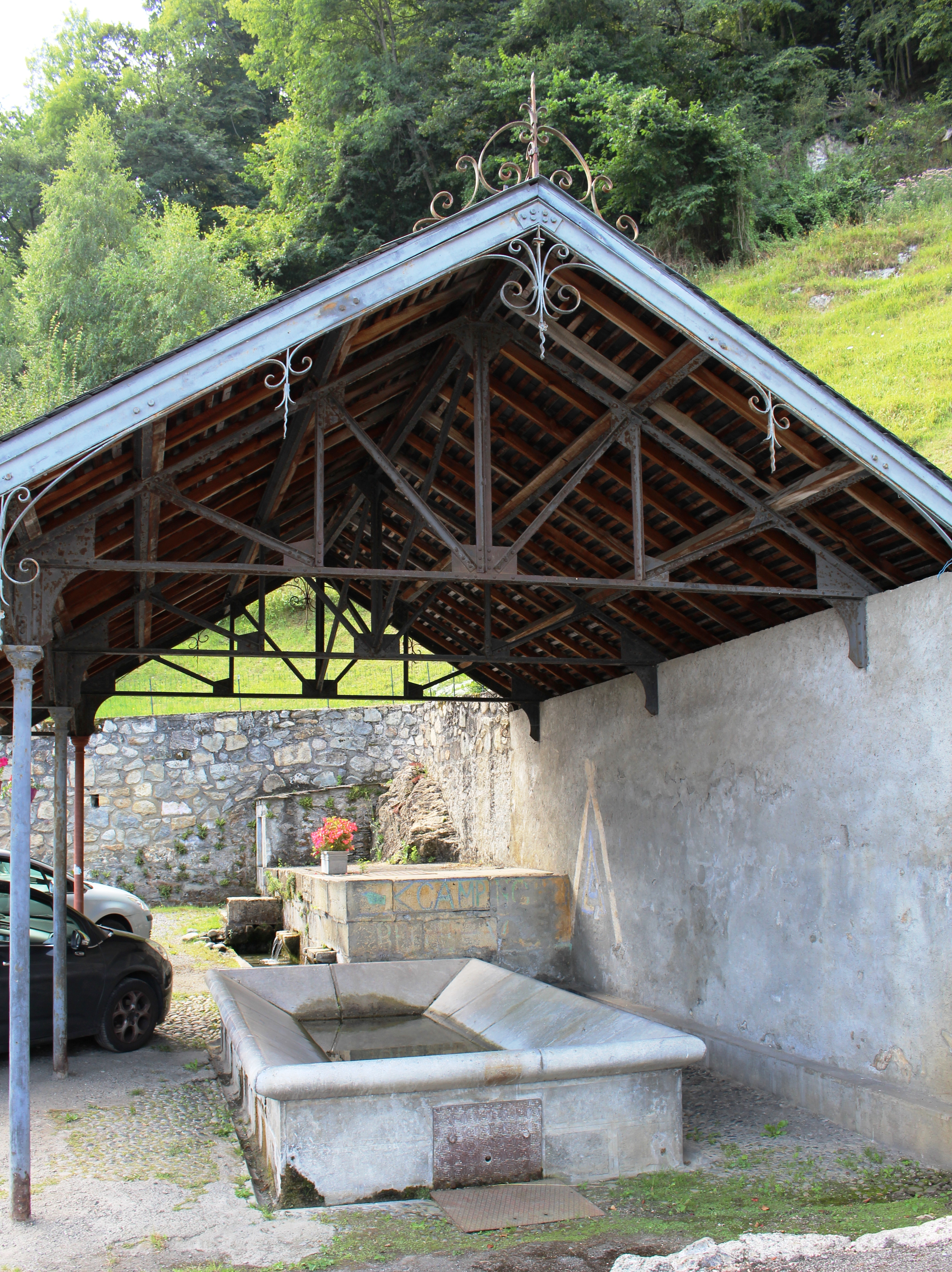
Le lavoir de la D 13.
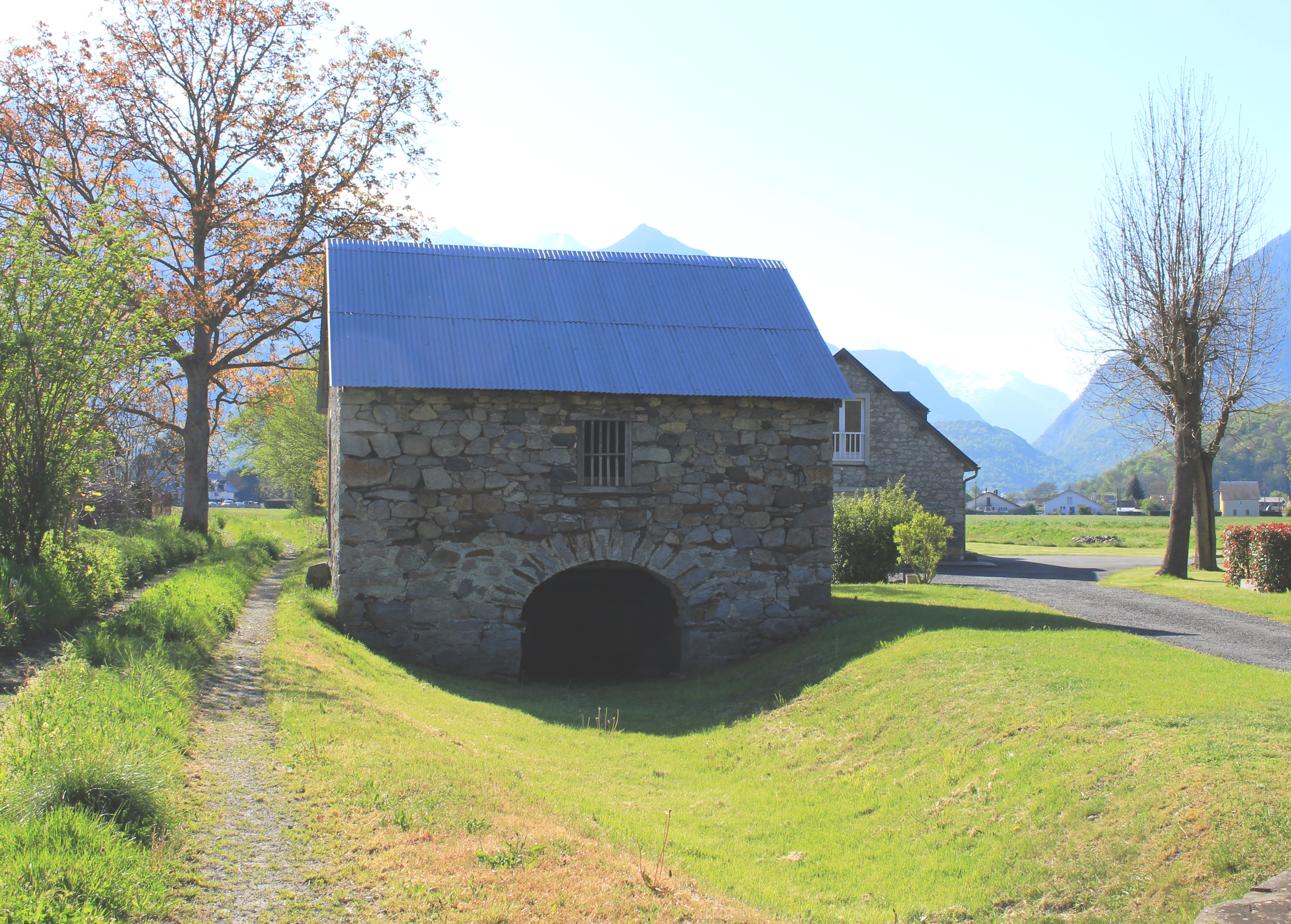
Le moulin en 2021.
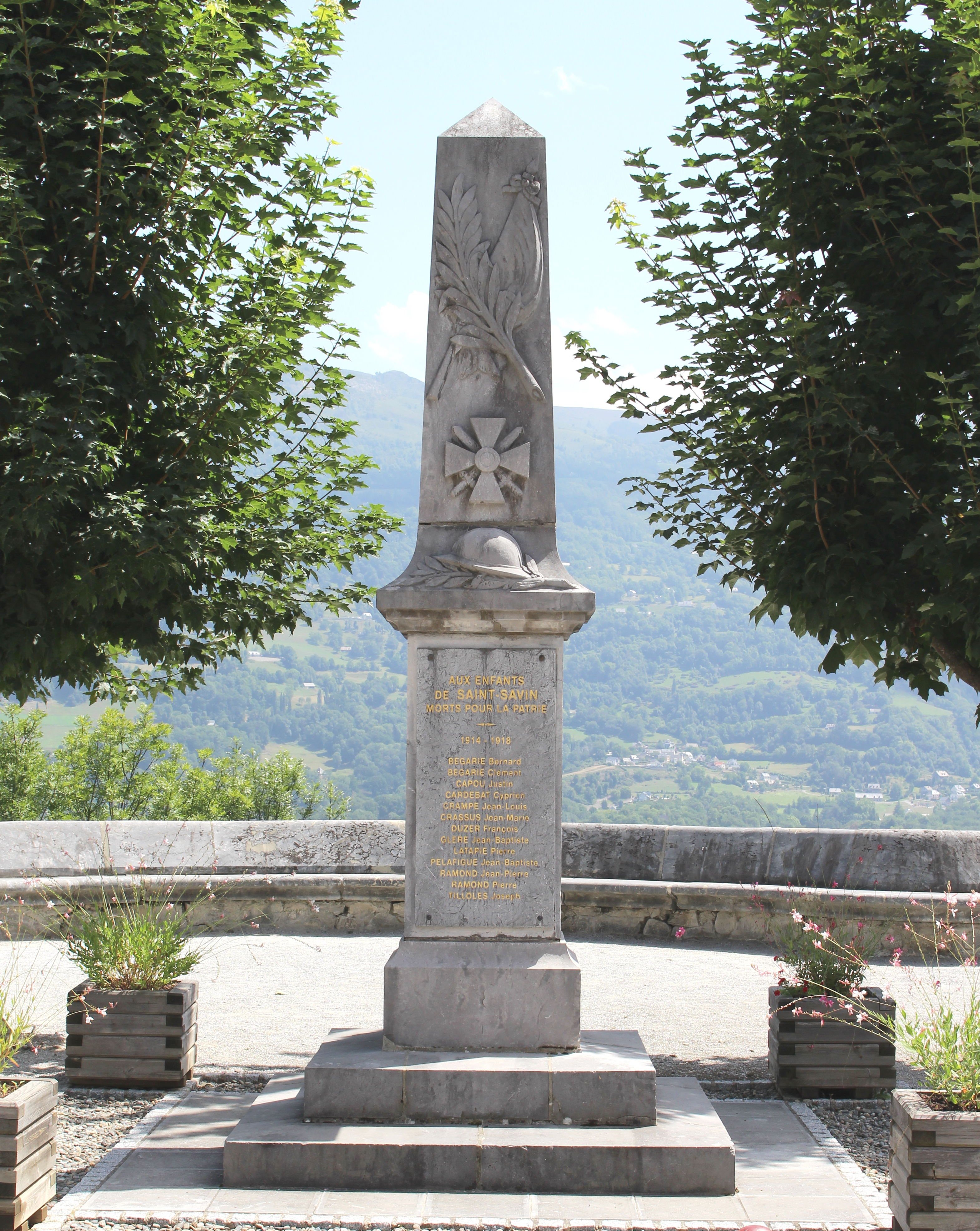
Le monument aux morts.
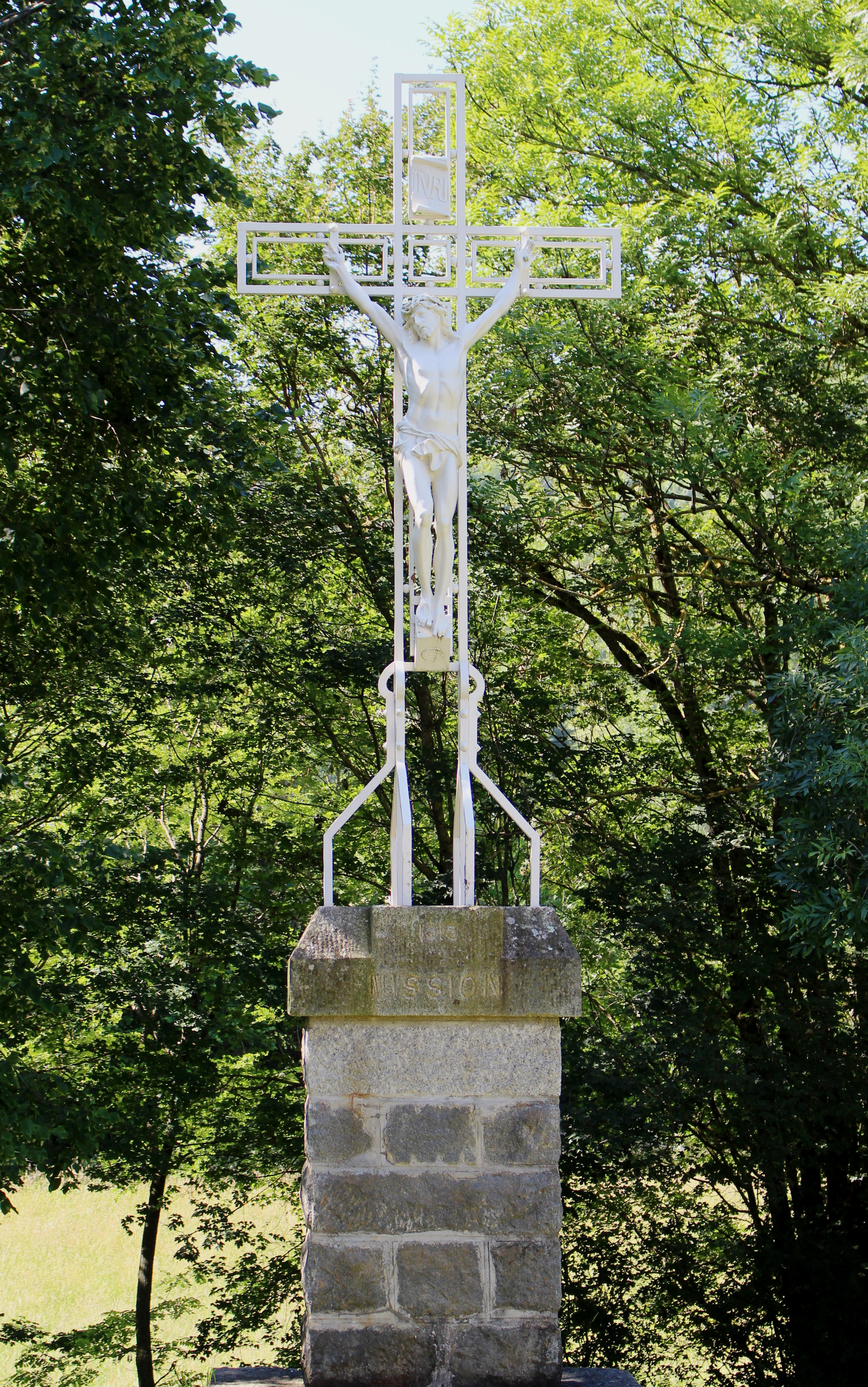
Une croix.
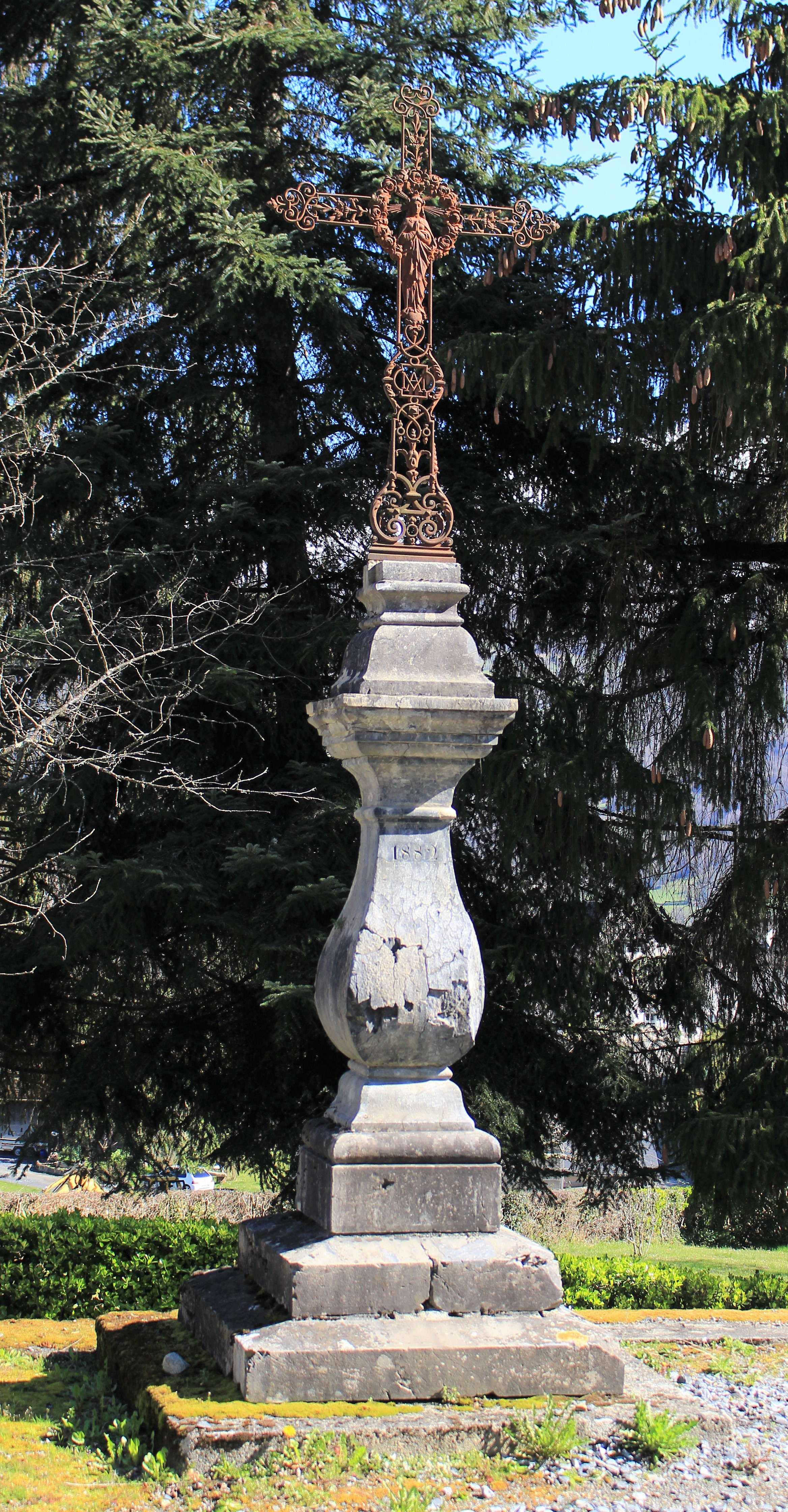
Une croix.
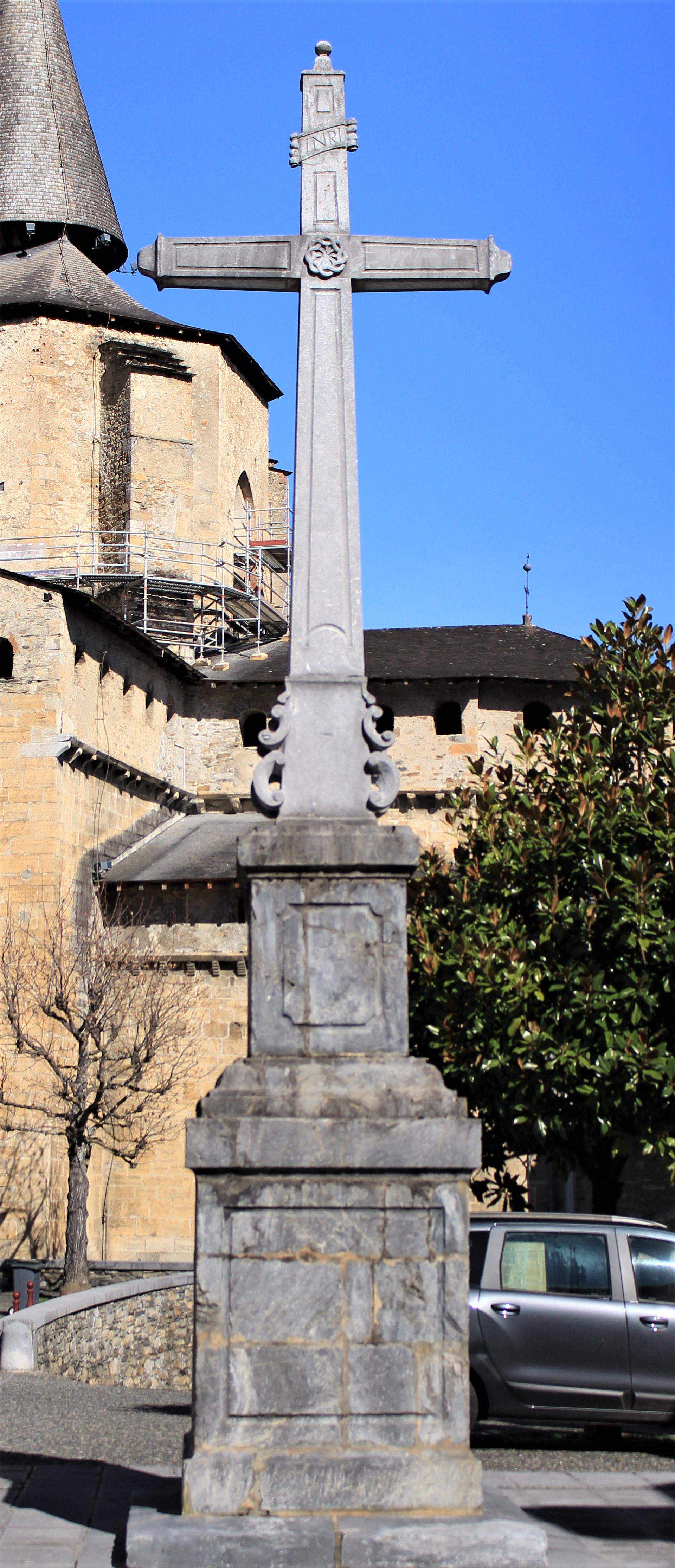
Une croix.

### Personnalités liées à la commune
- Paulo Coelho (1947), écrivain] est très attaché à cette commune et y fait référence dans son livre Sur le bord de la rivière Piedra, je me suis assise et j'ai pleuré, avec une scène près de la fontaine de Saint-Savin.